# Regimento de Cambridgeshire
O Regimento Cambridgeshire foi um regimento de infantaria do Exército Britânico, integrante do Exército Territorial [en]. Originado em unidades de voluntários de fuzileiros [en] formadas em 1860, o regimento participou da Segunda Guerra dos Bôeres, da Primeira Guerra Mundial e da Segunda Guerra Mundial, até perder sua identidade distinta em 1961. Sua linhagem continua hoje no Regimento Real Angliano [en]. O regimento e seus soldados são frequentemente chamados de "Fen Tigers".

## Formação
O regimento teve origem nos corpos de voluntários de fuzileiros formados em Cambridgeshire e na Ilha de Ely entre 1859 e 1860. Até 1862, já existiam dez companhias, o que levou à criação do 1º Batalhão Administrativo de Voluntários de Fuzileiros de Cambridgeshire em 1863.
Em 1880, as unidades voluntárias do condado foram consolidadas no 1º Corpo de Voluntários de Fuzileiros de Cambridgeshire, do tamanho de um batalhão. No ano seguinte, como parte das Reformas Childers [en], o 1º Corpo de Voluntários de Cambridgeshire foi designado como um batalhão voluntário do Regimento Suffolk [en]. Em 1887, a unidade foi renomeada como 3º Batalhão Voluntário (Cambridgeshire), Regimento Suffolk. Durante a Segunda Guerra dos Bôeres (1899–1902), o 3º Batalhão Voluntário enviou um destacamento voluntário de 3 oficiais (incluindo o capelão) e 43 praças para reforçar o Regimento Suffolk regular. Em 1901, cerca de vinte membros desse contingente receberam a Liberdade do Borough de Cambridge e taças de prata gravadas em reconhecimento ao seu serviço.
Com a formação da Força Territorial [en] em 1908, após as Reformas Haldane [en], o 3º Batalhão Voluntário tornou-se o Batalhão Cambridgeshire, Regimento Suffolk (FT), com sede na Corn Exchange Street [en] em Cambridge. No ano seguinte, o regimento foi constituído como uma unidade independente, sob o título 1º Batalhão, Regimento Cambridgeshire, embora permanecesse parte do "corpo" do Regimento Suffolk regular.
As unidades originais foram reorganizadas até o início de 1914 da seguinte forma:
- 1º Corpo de Voluntários de Fuzileiros de Cambridgeshire, em Cambridge, tornou-se as companhias A e B do 1º Batalhão do Regimento Cambridgeshire;
- 2º Corpo de Voluntários de Fuzileiros de Cambridgeshire, em Wisbech, tornou-se a companhia E;
- 4º Corpo de Voluntários de Fuzileiros de Cambridgeshire, em Whittlesey [en], tornou-se a companhia F;
- 5º Corpo de Voluntários de Fuzileiros de Cambridgeshire, em March [en], tornou-se a companhia G;
- 6º Corpo de Voluntários de Fuzileiros de Cambridgeshire, em Ely, tornou-se a companhia H;
- 8º Corpo de Voluntários de Fuzileiros de Cambridgeshire, em Cambridge, tornou-se as companhias C e D.

## Primeira Guerra Mundial
Com o início da Primeira Guerra Mundial, a Força Territorial foi duplicada em tamanho, e o Regimento Cambridgeshire formou o 2/1º Batalhão. Em 1915, um novo aumento na Força Territorial resultou na criação dos batalhões 3/1º e 4/1º. Os batalhões 2/1º, 3/1º e 4/1º permaneceram no Reino Unido durante toda a guerra.

### 1/1º Batalhão

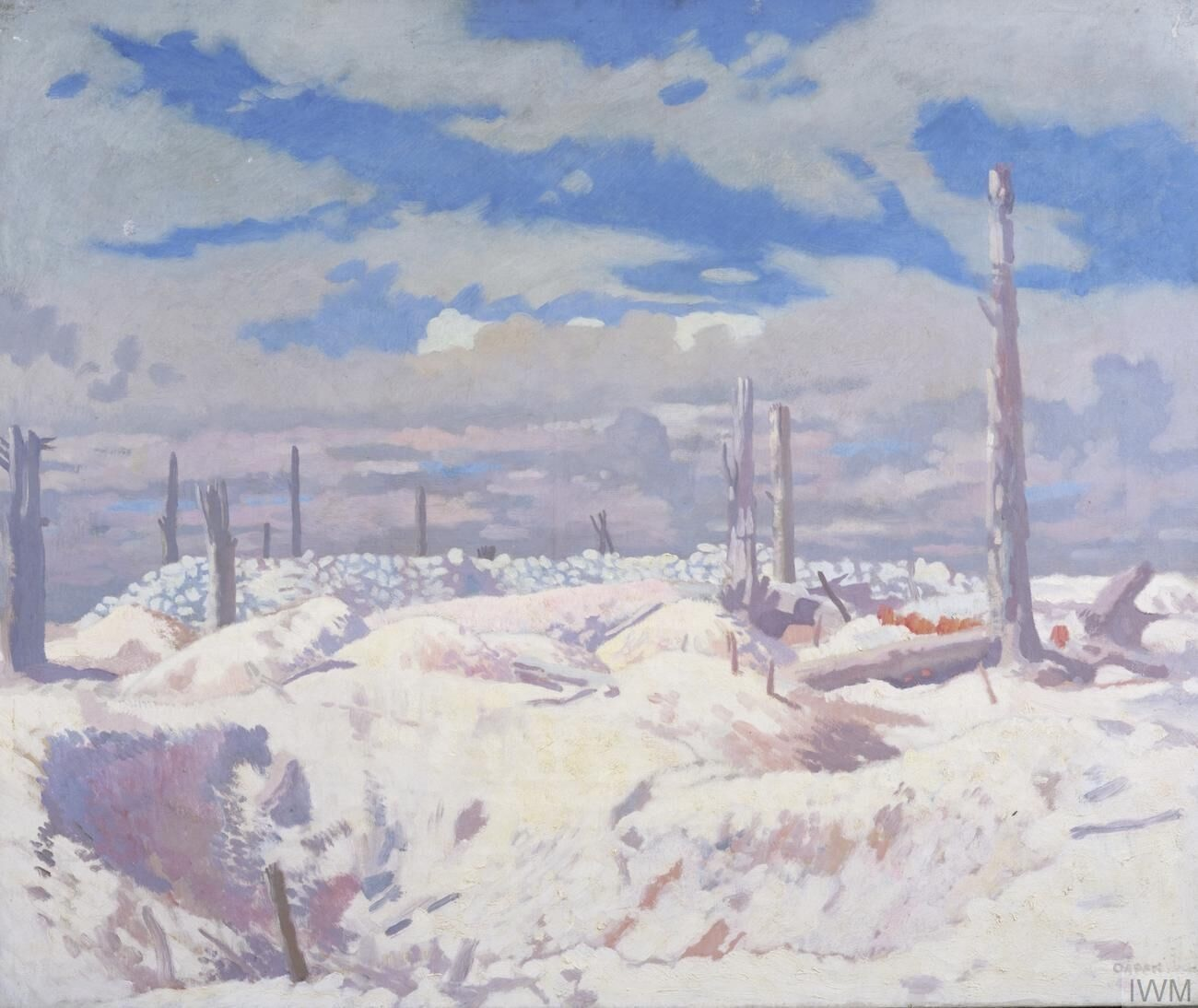
Reduto de Schwaben, por William Orpen

No início da guerra, o 1º Batalhão estava sediado em Cambridge, integrando a Brigada Midlands Orientais [en] da Divisão Angliana Oriental [en]. Desembarcou em Le Havre, na França, e passou a fazer parte da 82ª Brigada [en] da 27ª Divisão [en]. Em novembro de 1915, o batalhão foi transferido para o VII Corps [en] e, em fevereiro de 1916, passou para a 118ª Brigada [en] da 39ª Divisão [en].
Tropas do 4º/5º Black Watch, do 1º Regimento Cambridgeshire e do 17º King's Royal Rifle Corps, pertencentes à 117ª Brigada, participaram da captura do Reduto de Schwaben [en], uma fortaleza que dominava Thiepval, em outubro de 1916, durante a Batalha do Somme. Três contra-ataques alemães em 15 de outubro, apoiados por destacamentos de Flammenwerfer (lança-chamas), foram repelidos. A Companhia C do batalhão desempenhou um papel crucial na captura de uma casa de caldeiras e resistiu a recuar diante de um contra-ataque durante a Batalha de Passchendaele em julho de 1917.
Durante a Primeira Guerra Mundial, 77 oficiais e 789 praças foram mortos.
Foi relatado que os tambores do Regimento Cambridgeshire foram brevemente capturados pelos alemães, mas recuperados em poucas horas.
O Comitê de Apoio aos Prisioneiros de Guerra de Cambridgeshire e Ilha de Ely auxiliou membros do regimento e suas famílias.

## Período Entre-Guerras
O Regimento Cambridgeshire, assim como outros batalhões voluntários, retomou a rotina de noites de instrução, treinamentos de fim de semana e acampamentos anuais. Um filme de recrutamento de 1921 está disponível no site do East Anglian Film Archive.

## Segunda Guerra Mundial
No início de 1939, pouco antes do início da Segunda Guerra Mundial, o Exército Territorial foi novamente duplicado, com cada unidade formando um batalhão duplicado. Como resultado, foi criado um 2º Batalhão. Após a mobilização, ambos os batalhões serviram na 18ª Divisão de Infantaria (Angliana Oriental) [en], inicialmente na costa de Norfolk, e depois foram enviados para o Extremo Oriente, onde lutaram na Campanha da Malásia e na Batalha de Singapura.

### 1º Batalhão
O batalhão lutou no Acampamento Sime Road, em Singapura, defendendo o local por dois dias antes de receber ordens para se render ao Exército Imperial Japonês, sob o comando do Tenente-General Arthur Percival.

### 2º Batalhão
O batalhão, comandado pelo Tenente-Coronel Gordon Thorne [en], foi enviado a Singapura no início de 1942, reforçando a 15ª Brigada Indiana [en] em Batu Pahat [en]. A brigada defendeu a cidade por dez dias contra ataques do Exército Imperial Japonês; cerca de 500 soldados do batalhão lutaram para retornar a Singapura e foram atacados por todos os lados na Braddell Road, em Singapura, antes de também receberem ordens para se render.
Durante a Segunda Guerra Mundial, 24 oficiais e 760 praças foram mortos ou morreram em cativeiro japonês [en]. Os tambores do regimento foram escondidos e considerados perdidos durante a Batalha de Singapura em 1942.

## Pós-guerra
Em 1946, Margaret Taylor, uma assistente social de Cambridgeshire estacionada em Singapura, identificou os tambores do regimento em um galpão velho, com as peles danificadas e deterioradas. Ela informou o regimento e providenciou o envio dos tambores de volta. O Borough de Cambridge concedeu ao regimento a Liberdade de Cambridge em 1946. O regimento também recebeu a Liberdade de Wisbech em 17 de julho de 1949.
Em 1947, o regimento foi convertido para uma função de artilharia, tornando-se o 629º Regimento Antiaéreo Leve, Artilharia Real (Regimento Cambridgeshire). O regimento manteve suas cores, distintivo e tambores. Nesse novo papel, foi equipado com Canhões Bofors 40 mm L/60 [en] e treinado para a defesa antiaérea de aeródromos de Anglia Oriental, como parte do 1º Grupo Antiaéreo [en] do Comando Antiaéreo. Em 1954, o Comando Antiaéreo foi dissolvido, e o regimento foi selecionado para servir na 16ª Divisão Aerotransportada [en]. Com o título de 629 (Regimento Cambridgeshire) Regimento Leve Paraquedista RA (ET), foi equipado com Morteiros ML 4.2 polegadas [en]. Em 1955, 140 militares de todas as patentes qualificaram-se como paraquedistas, recebendo suas boinas vermelhas e insígnias de asas.
O regimento retornou à sua função e designação tradicionais como 1º Batalhão, Regimento Cambridgeshire (ET). Em 1961, com a redução geral do tamanho do Exército Territorial, o 1º Cambridgeshire foi amalgamado com o 4º Batalhão do Regimento Suffolk [en] para formar o Regimento Suffolk e Cambridgeshire (TAVR) [en]. Essa formação foi dissolvida em 1967.

## Honras de batalha
As honras de batalha do regimento foram as seguintes:
- Guerras iniciais
  - África do Sul 1900-01
- Primeira Guerra Mundial:
  - Ypres 1915, '17, Somme 1916, Segunda Batalha do Somme, Cordilheira do Ancre [en], Pilckem [en], Passchendaele [en], Kemmel, Amiens, Linha Hindenburg [en], Perseguição a Mons [en], França e Flandres 1915-18
- Segunda Guerra Mundial:
  - Johore, Batu Pahat, Ilha de Singapura, Malásia 1942

## Memória das perdas de Cambridgeshire
Após a Royal British Legion [en] concluir uma pesquisa sobre cada um dos 876 militares que morreram na Primeira Guerra Mundial, o comitê responsável pelo trabalho recebeu a Liberdade da cidade pelo Conselho Municipal de Wisbech [en] em 2015.